# Карл Каспар фон дер Лейєн
Карл Каспар фон дер Лейєн (нім. Karl Kaspar von der Leyen; 18 грудня 1618 — 1 червня 1676) — 51-й архієпископ Тріра, курфюрст і архіканцлер Бургундії в 1652—1676 роках.

## Життєпис
Походив із рейнської аристократичної родини фон дер Лейєн з Обербурга на нижньому Мозелі. Син барона Даміана фон дер Лейєн, амтмана в Трірському архієпископстві. Народився 1618 року.
Замолоду його було призначено для церковної кар'єри. 1641 року стає членом соборного капітулу Тріра. 1645 року разом з більшістю своїх колег вимушений був тікати до Кельна, коли французькі війська відновили у владі архієпископа Філіппа Христофа фон Зетерна. Останній 1649 року без врахування думки капітулу призначив своїм коад'ютором Філіппа Людвіга фон Райфенберга. У відповідь Карл Каспар фон дер Лейєн з військом увійшов до Тріра, де був обраний соборним капітулом іншим коад'ютором. Втім 1650 року Філіпп Христоф фон Зетерн відмовився визнавати це обрання. Але фон дер Лейєн отримав визнання з боку імператора Фердинанда III і папи римського Інокентія X.
1652 року після смерті Філіппа Христофа фон Зетерна обирається новим архієпископом Тріра. Невдовзі визнаний Папським престолом, а імператор відправив йому регалії.
Основну увагу приділив відновленню сильно сплюндрованого господарства архієпархії, лише чисельність населення внаслідок Тридцятирічної війни скоротилося на 300 тис. осіб. Його внутрішня політика була спрямована на відновлення зруйнованих житлових будинків, сприяння відновленню судової системи та покращенню правосуддя, розвитку землеробства, а також розширення фортець Кобленц та Еренбрейштайн.
В зовнішній політиці спочатку діяв обережно. З огляду на посилення в Трірському архієпископстві впливу Франції наприкінці Тридцятирічної війни фон дер Лейєн став підтримувати Габсбургів. 1658 року підтримав обрання імператором Леопольда I Габсбурга, відмовившись увійти до профранцузького Рейнського союзу.
1660 року завершив зведення розкішного палацу курфюрстів, яку розпочато за попередників. Разом з тим вступив у боротьбу з абатством Св. Максиміна, яке претендувала на збори з суден на Рейні. Водночас таємним наказом заборонив полювання на відьом. 1662 року після перемовин з французьким королем Людовиком XIV в обмін на гарнатування своїх церквоних прав в єпархіях Меца, Туля і Вердена вступив до Рейнського союзу.
1667 року під час Деволюційної війни з огляду на розпуск Рейнського союзу вступив в перемовини з імператором, намагаючись отримати захист від французьких військ. 1668 року затвердив новий закон Трірського курфюрства, за яким реформувалася податкова система та встановлювався захист місцевого ремісництва. У 1669 році Карл Каспар фон дер Лейєн змусив абатство Св. Максиміна визнати над собою юрисдикцію Трірського архієпископа.
1672 року з початком Голландської війни увійшов до антифранцузької коаліції. Того ж року з огляду на хворобу обрав небожа Йоганна Гуго фон Орсбека своїм коад'ютором. Помер Карл Каспар фон дер Лейєн 1676 року в замку Еренбрейштайн.